# Нейпьидо
Нейпьидо́ (бирм. နေပြည်တော်; MLCTS: ne.prany. dau mrui. — дословно «королевская страна») — столица Мьянмы. Находится в 320 км к северу от бывшей столицы Янгона. Построен город на месте деревни Чепьи в 17 километрах к западу от города Пьинмана в округе Мандалай. В настоящее время входит в состав союзной территории Нейпьидо.

## История
Столица Мьянмы была перенесена из Янгона в Нейпьидо 6 ноября 2005 года. C 7 ноября военное правительство страны начало передислокацию министерств и ведомств из Янгона. Точный момент начала переноса столицы был выбран по астрологическим соображениям, это было 6:36. 11 ноября второй конвой из 11 батальонов и 11 министерств покинул Янгон (по сообщениям газеты «Бангкок Пост»).
Точно причина переноса столицы неизвестна. Это могут быть как стратегические соображения, так и соображения внутренней политики или использование советов астрологов, что нередко случалось в истории Бирмы. Находясь в центре страны, город Пьинмана является менее уязвимым в случае атак с моря. Кроме того, вокруг города могут быть оборудованы подземные убежища и укрепления на случай воздушных бомбардировок, если правительство опасается иракского сценария конфликта с США. Также Пьинмана ближе к национальным окраинам и такое положение столицы может улучшить контроль этих территорий.
Не последнюю роль могли сыграть и прогнозы учёных-климатологов и океанологов, как мьянманских, так и иностранных, указывавших на уязвимость прежней столицы от последствий цунами и др. стихийных бедствий. Что подтвердилось в мае 2008 года, когда тропический циклон «Наргис» унес в стране свыше 100 тыс. жизней, в том числе несколько тысяч жителей Янгона.
Во время Второй мировой войны Пьинмана была укреплённым центром генерала Аун Сана.
27 марта 2006 года более 12 тыс. солдат провели первый военный парад на День Бирманской Армии — годовщину начала освобождения Бирмы от японской оккупации в 1945 году. В этот день Нейпьидо была впервые упомянута как столица.
В декабре 2013 года город принимал XXVII Игры Юго-Восточной Азии.

## Транспорт
Поезд от Янгона до Нейпьидо идёт 9 часов, отправляется в 9:00 и прибывает в 18:00 ежедневно.
В середине марта 2006 года авиакомпания Air Mandalay начала полёты между Янгоном и Нейпьидо. 5 июня 2006 года были начаты регулярные авиарейсы до городов Ситтве и Тандве.
19 декабря 2011 года открылся международный аэропорт Нейпьидо.

## Галерея

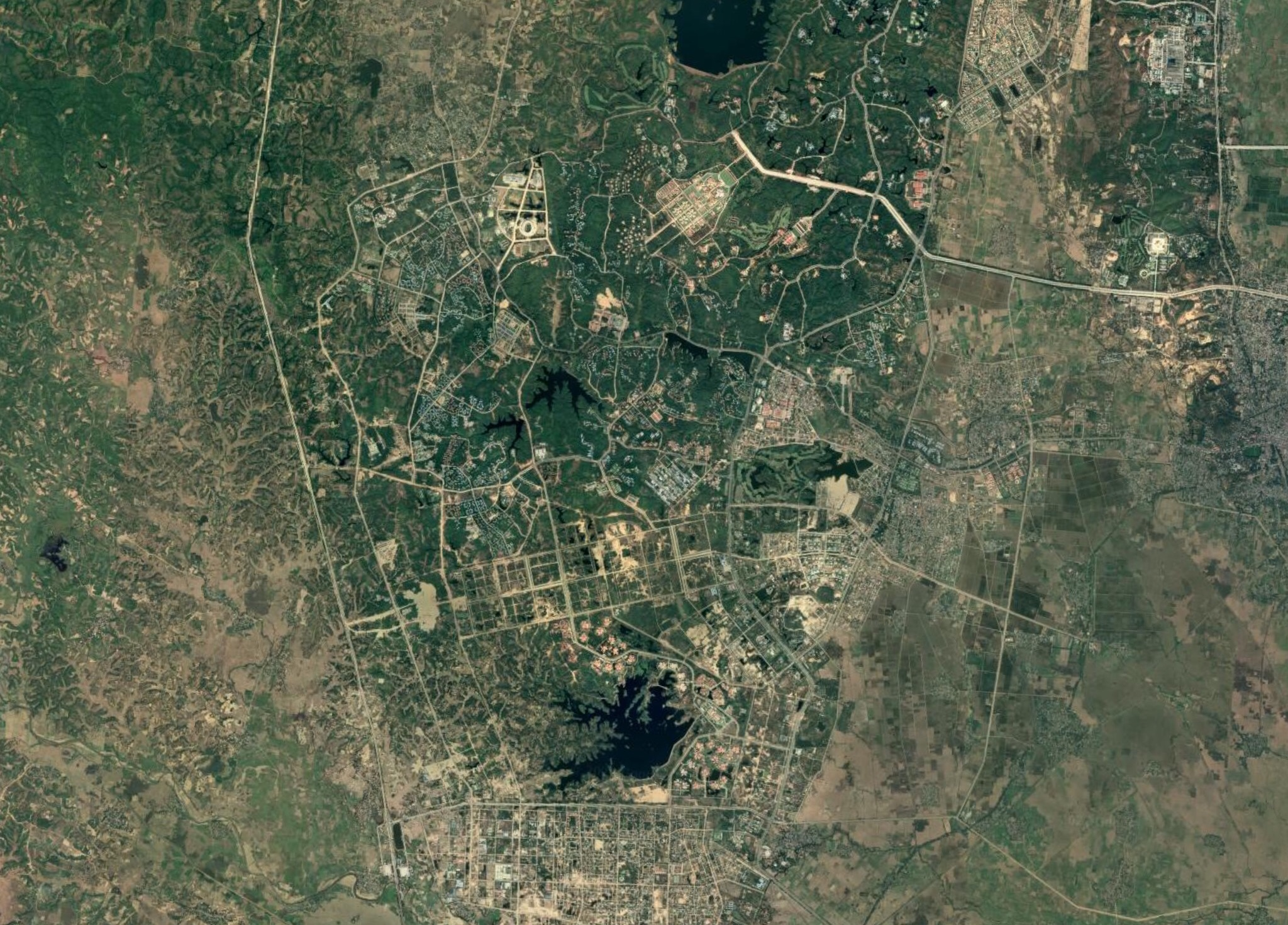
Город с воздуха
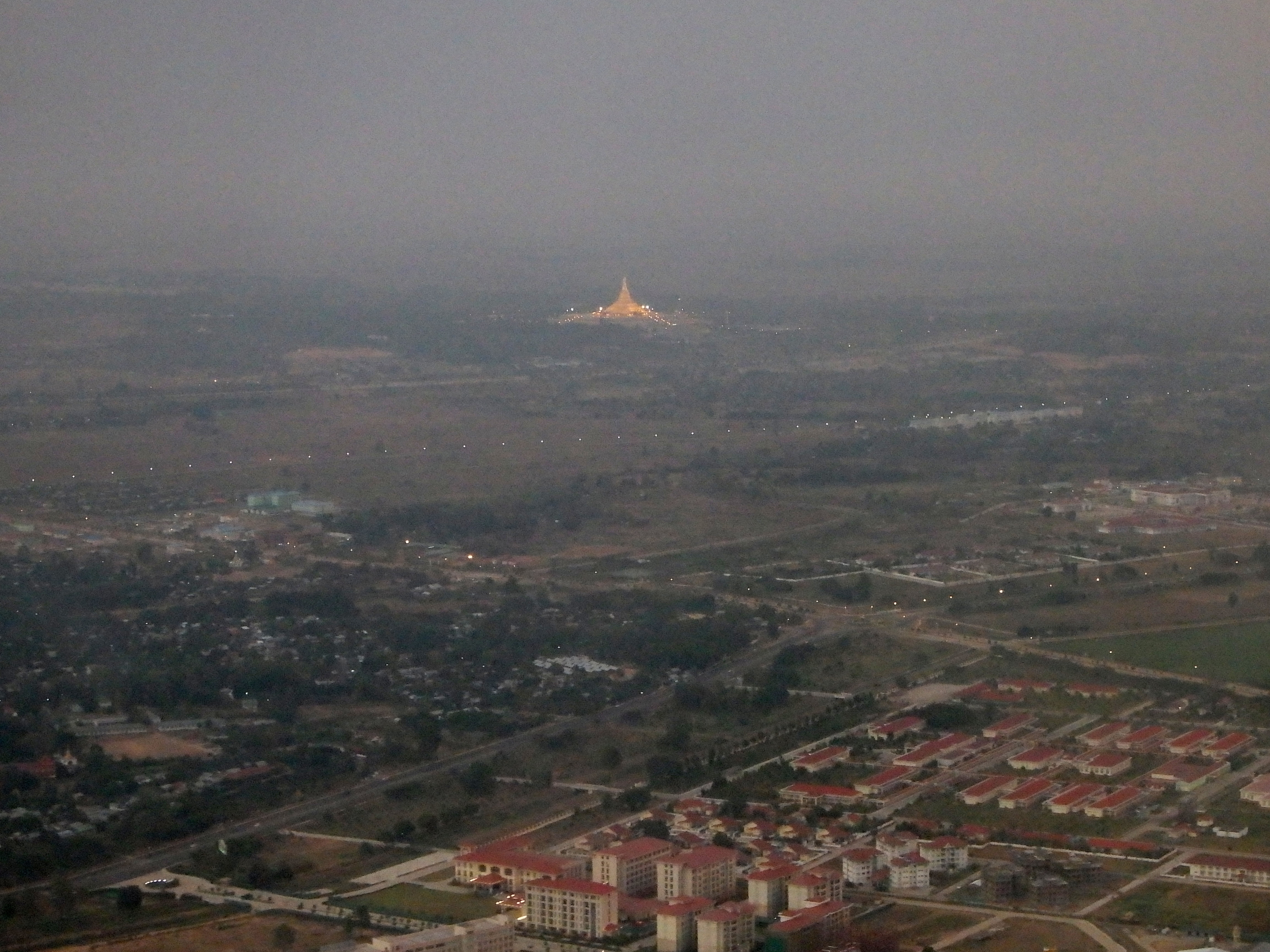
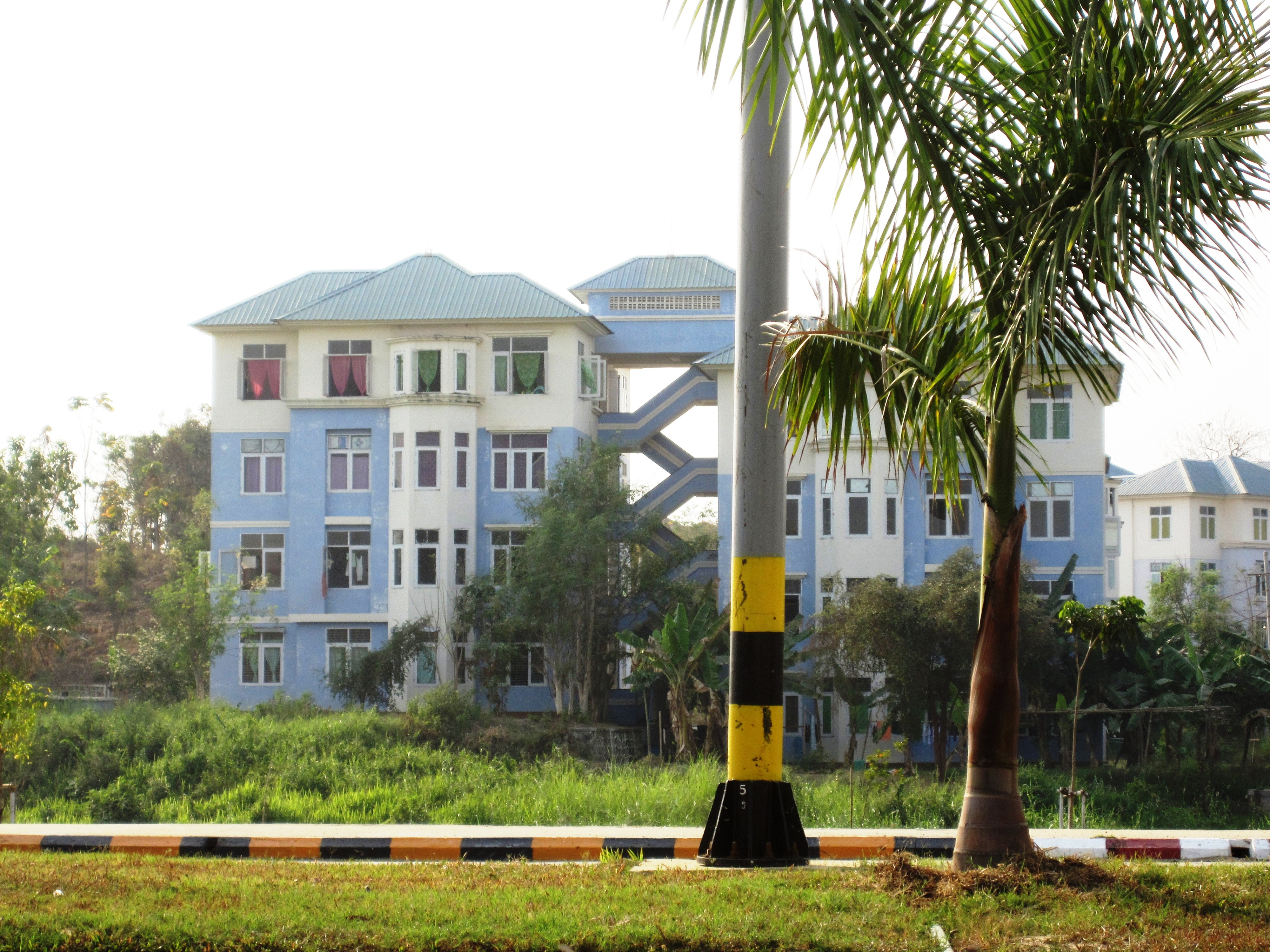
Жилой дом
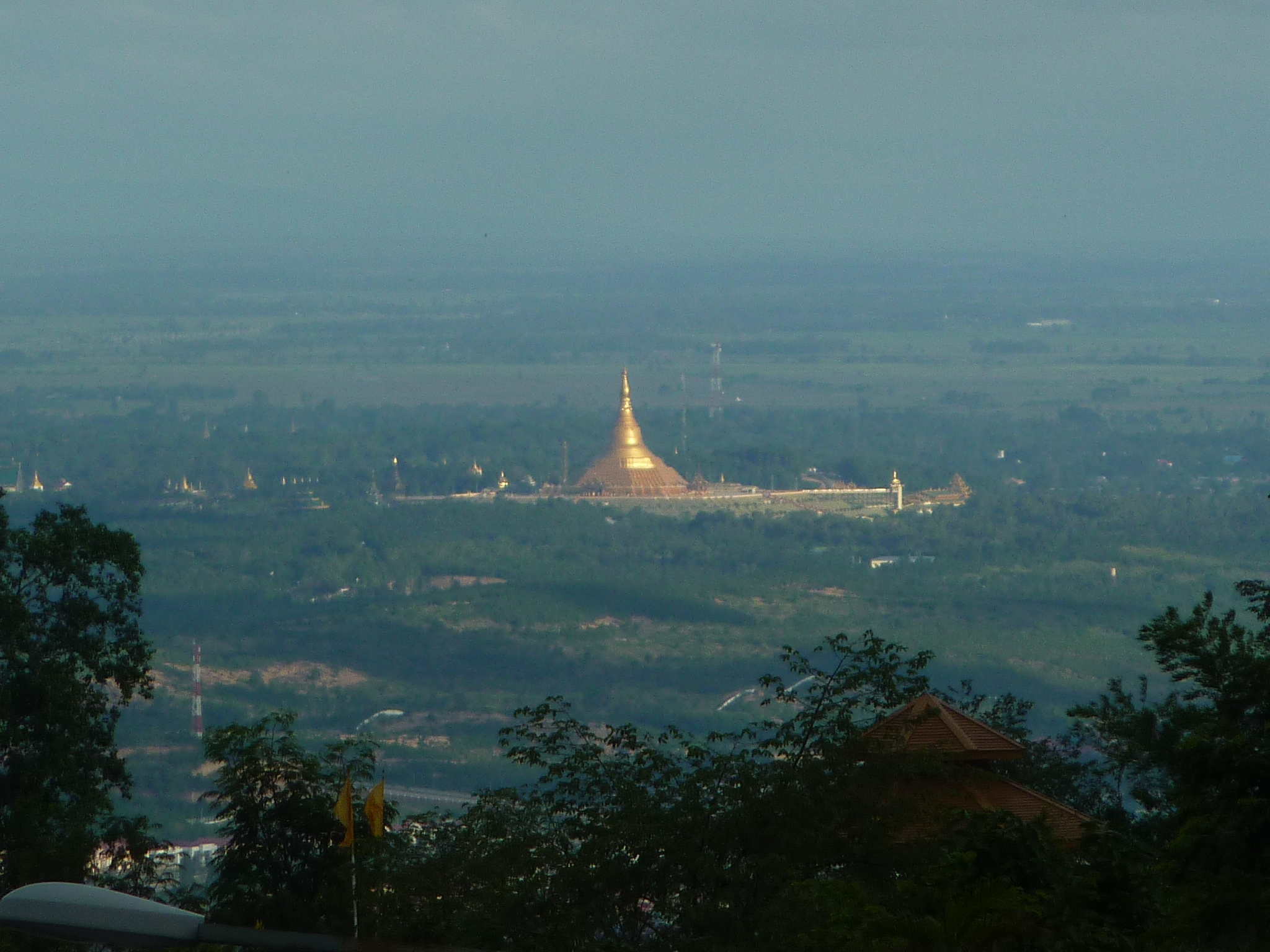
Пагода Уппатасанти
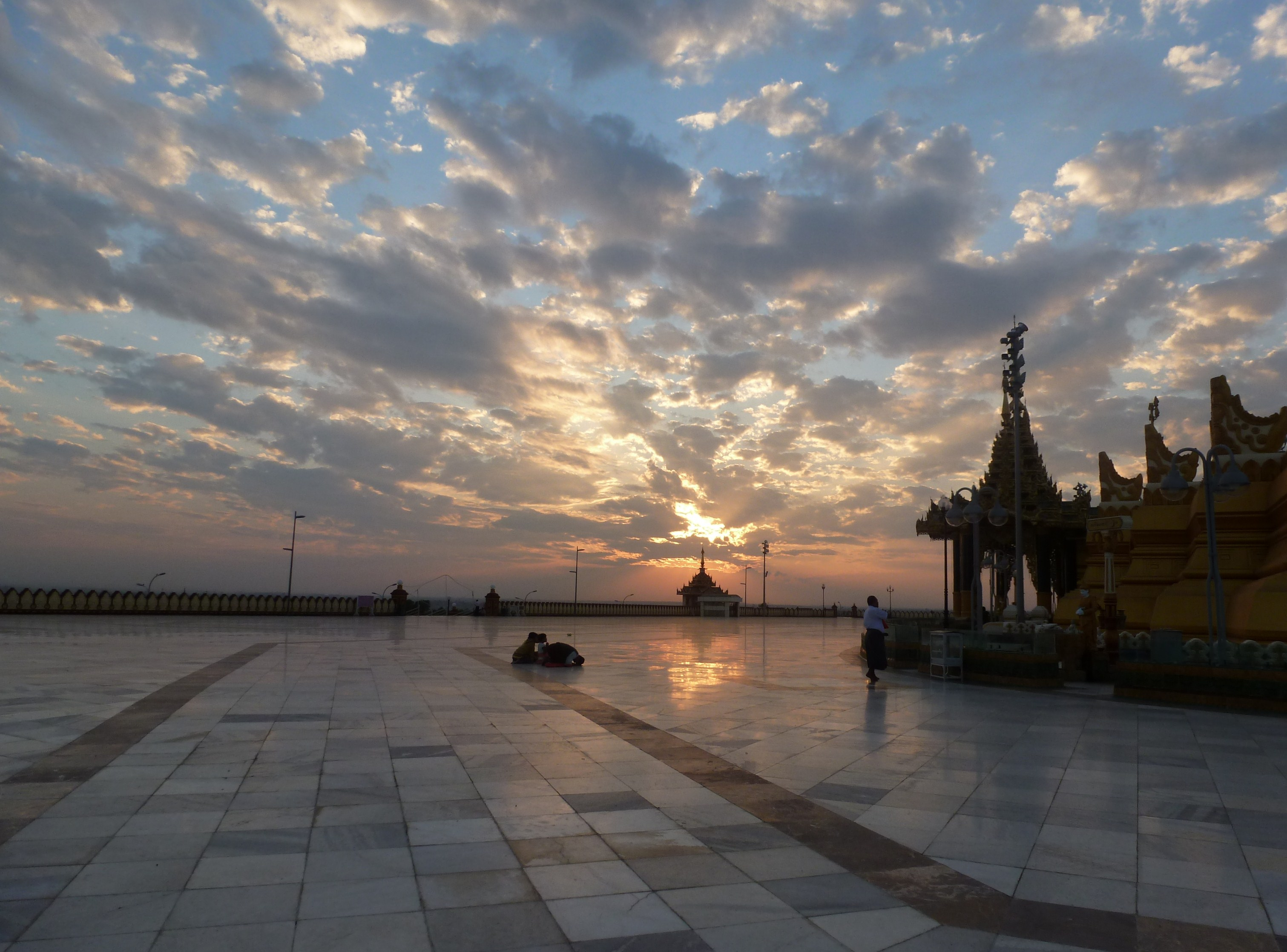
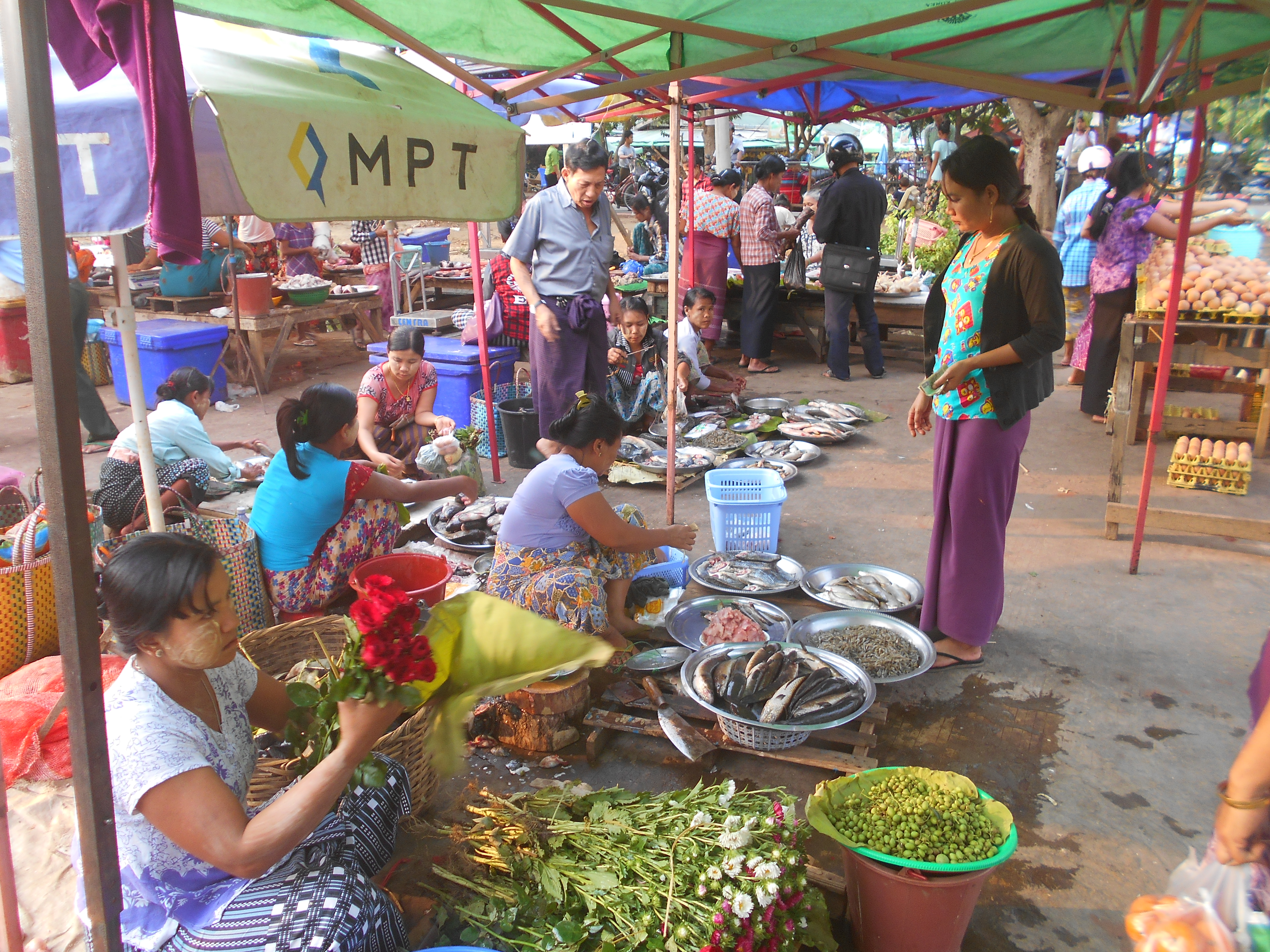
Торговля в городе
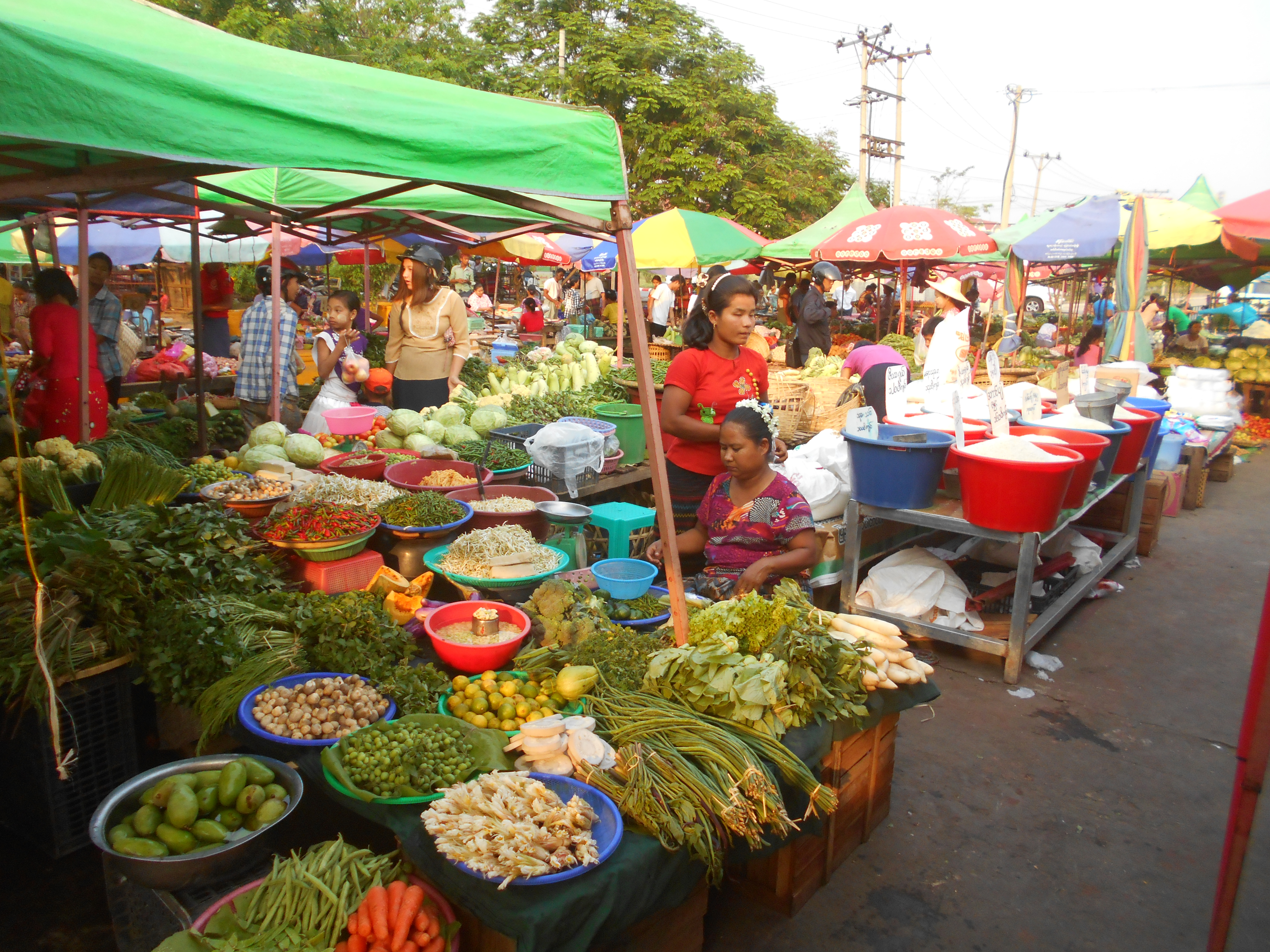